# 主教魚

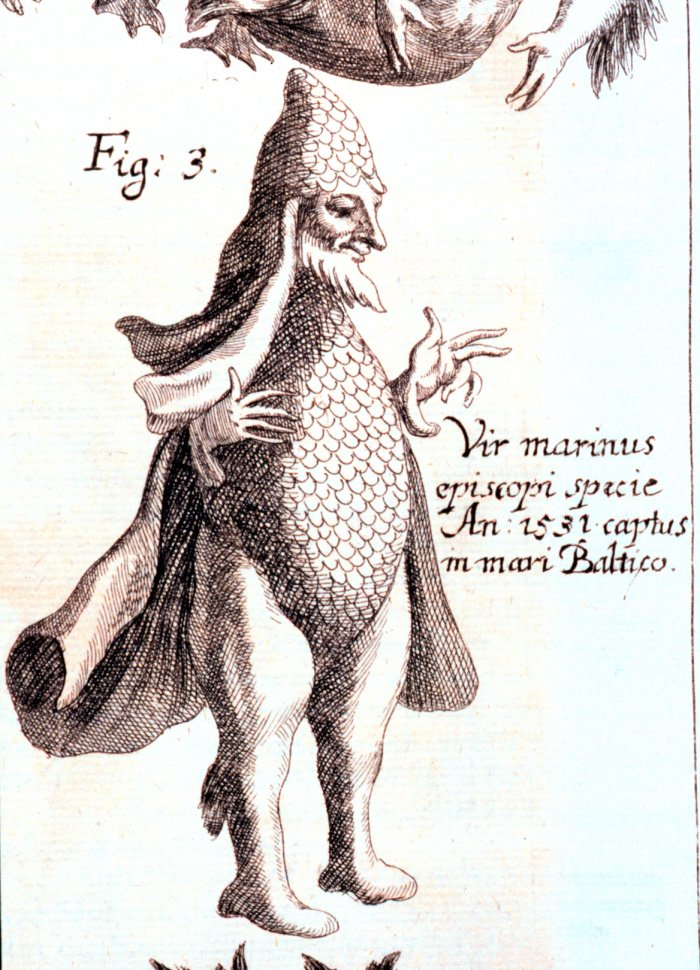
主教魚

主教魚是一種被報導出現於16世紀的海怪。據說被送給了波蘭國王，亦被展覽給幾個羅馬天主教的主教觀看，主教魚向他們乞求釋放自己，並且獲得許可。主教魚做了一個十字手勢，便消失在了大海中。
1531年，另一條主教魚在德國附近水域被捕捉到，它拒絕進食並在三天後死去。康拉德·格斯納在其名著《動物史》中有描述主教魚。